# Rue Paul-de-Kock
Pour l’article homonyme, voir Rue Paul-de-Kock (Romainville).
La rue Paul-de-Kock est une voie du 19e arrondissement de Paris, en France.

## Situation et accès
La rue Paul-de-Kock est une voie publique située dans le 19e arrondissement de Paris. Elle débute au 4, rue Émile-Desvaux et se termine au 30, rue Émile-Desvaux.

## Origine du nom

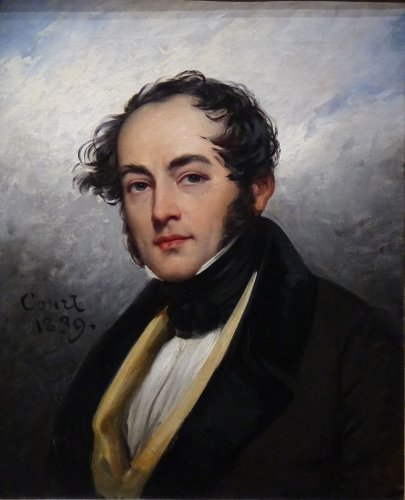
Paul de Kock.

Elle porte le nom du romancier français Paul de Kock (1794-1871).

## Historique
Cette voie est ouverte en 1927 dans un lotissement appartenant à M. Pélissier.
En 1926, toute la presse annonce qu'une voie située à Belleville, dans un lotissement nouveau appartenant à MM. Charles Pélissier et Nanquette, va être baptisée « rue Paul-de-Kock ». Cette initiative est due à Maurice Hamel qui a voué un véritable culte au malicieux et charmant auteur.
Le terrain loti avec la rue Émile-Desvaux était un parc privé arboré s'ouvrant au 24, rue des Bois, de forme évasée vers la rue de Romainville.

Vues en 1905 du parc loti en 1925
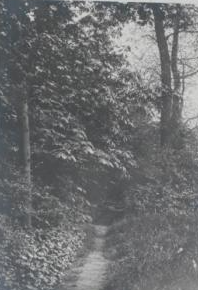
Parc privé en 1905
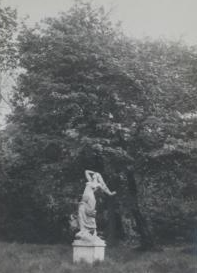
Statue dans le parc
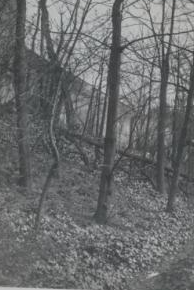

## La rue auXXIesiècle
Aujourd'hui, le lotissement qui donne, par la rue Émile-Desvaux, sur la rue des Bois et sur la rue de Romainville à l'autre extrémité se compose de maisons de ville et de petits édifices construits à la fin des années 1920, où la végétation est omniprésente.
Le relief du terrain loti en 1925 se remarque par l'escalier entre la rue Paul-de-Kock et la rue Émile-Desvaux.

## Bâtiments remarquables et lieux de mémoire
- No 7 : maison que firent construire Eugène Dabit et Béatrice Appia, en 1925, pour s'y installer dès octobre 1925[3].

Maisons de la rue
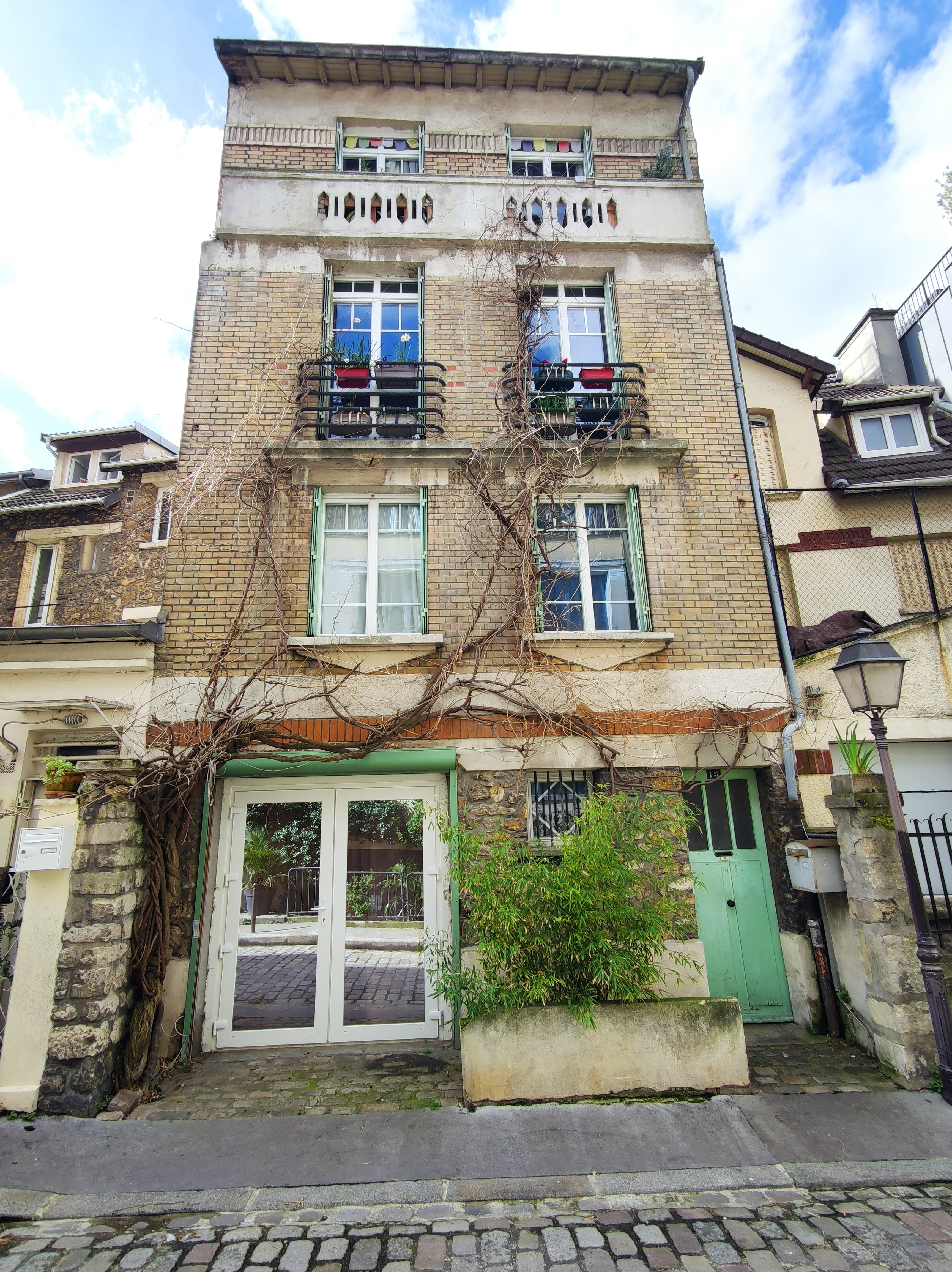
No 15.
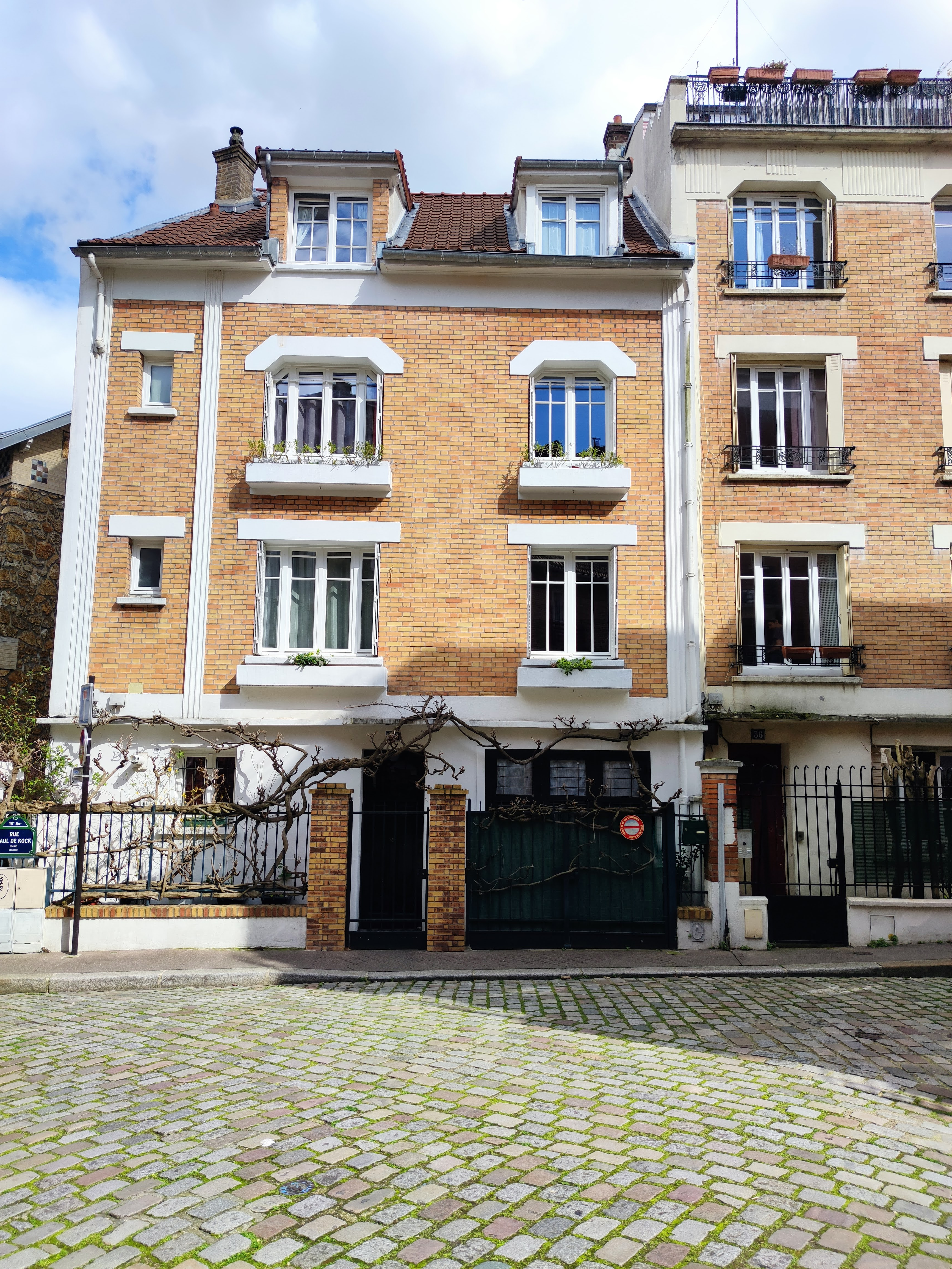
No 38.